# 하임 (음악인)
하임(영어: haihm, 본명: 김하임, 1974년 ~ )은 대한민국의 전자음악 작곡가, 싱어송라이터, 미디어 아트 퍼포머다. 주로 글리치, 앰비언트 장르에 기반한 활동을 하고 있다.

## 생애 및 활동
서울 예원학교와 서울예술고등학교를 졸업하고 1993년부터  오스트리아 잘츠부르크 모차르테움의 피아노 과정에 수학하던 중
1997년에 중도 하차하고 대중 음악으로 선회하였다.
2004년부터 본격적으로 일렉트로니카 음악을 시작하여 2008년 스스로 제작한 1집 음반 《haihm》을 발표하였고, 2009년 제6회 한국대중음악상 '최우수 댄스&일렉트로닉 음반' 부분의 수상 후보로 올랐다.
이후 윤상, 아이유, 가인, 스윗소로우 등 다수 K-pop 아티스트의 음반에 작곡 및 편곡, 리믹스, 믹싱으로 참여하였다. 한편 베를린에서 시작된 'Yellow Lounge' 프로그램의 서울과 싱가포르 공연에서 첼리스트 미샤 마이스키등과 함께 공연하였다. 또한 KBS 다큐멘터리 누들로드의 사운드트랙에 음악 감독이었던 윤상과 함께 참여하였다.
2014년을 기점으로 전자음악가로서의 개인 작업에 전념하고 독립 음악으로 전향하게 된다. 자신의 레이블 Miah Records를 통해 EP 《Point 9》를 발매했고, 2015년 제12회 한국대중음악상에서 《Point 9》은 '최우수 댄스&일렉트로닉 음반' 후보에 올랐다.
이후 인터랙티브 퍼포먼스, 미디어 아트, 현대 무용과 전자음악의 접목을 시도하게 된다. 2014년 네이버문화재단 온스테이지를 통해 VJ 박훈규(PARPUNK)와 협업하여 제작한 프로젝션 맵핑 미디어 아트 작품인 'BEATCUBE'를 통해 《Point 9》의 수록곡 중 일부를 공연했다. 이후 2015년 미디어 아트 퍼포머 나솔과 작업한 'Fluxion', 2019년 시각 예술 작가 박봉수, 현대무용가 차진엽과 런던 코로넷 극장에서 공동협업한 'DREAM RITUAL'과 같은 작품들을 선보인다. 2016년 3월에는 피해의식, 마마무, 자이언티 등과 함께 미국 텍사스주 오스틴에서 열린 사우스 바이 사우스웨스트(SXSW)에 초청되어 공연하였다.
2019년 트리오 밴드 프로젝트 신노이(SINNOI)의 일원으로서 국악인 김보라, 재즈 베이시스트 이원술과 함께 1집 《THE NEW PATH》를 발표하였다. 국악을 재즈, 전자 음악과 융합하여 한국 전통음악을 재해석했다. 신노이의 공연작품 '新(신) 심방곡'은 전통음악 '심방곡'을 재해석한 작품으로, 2021년 한국문화예술위원회 '공연예술창작산실 올해의 신작'에 선정되어 서울 대학로예술극장 등에서 공연했다.
2021년 앰비언트 장르의 정규 2집 《NOWHERE》를 본인의 레이블 miah Lab.을 통해 발표했으며 인디 음악 레이블 미러볼뮤직을 통해 배급했다.

## 음반

### 정규 음반
- 2008년 10월 8일 1집 《하임》(Haihm) (뮤직팜)
- 2021년 6월 7일 2집 《NOWHERE》 (miah Lab., 미러볼뮤직)

### 싱글 및 미니 음반
- 2014년 5월 30일 EP 《Point 9》 (Miah Records, 로엔엔터테인먼트)

### 참여 음반 및 수록곡

#### 작곡
- 2009년 2월 3일 모텟 1집 《Mo:Tet》 : 'La Musique' (모텟과 공동작곡) (SM 엔터테인먼트)
- 2009년 3월 10일 컴필레이션 《A＆R Sulco.1》 : 'Who Am I? (Twisted Pt. 1)' (작곡) (러브아일랜드레코드, KT 뮤직)
- 2009년 7월 20일 브라운 아이드 걸스 3집 《Sound G.》 : '이상한 일' (작곡) (엠넷 미디어)
- 2009년 7월 30일 윤상 《누들로드 (사운드트랙)》 (작곡,프로그래밍,믹싱) (케이비에스미디어)
- 2019년 10월 15일 신노이(SINNOI) 1집 《THE NEW PATH》  (작곡,편곡) (미러볼뮤직)
- 2020년 12월 18일 컴필레이션 《온스테이지 10주년 - Only ONSTAGE : 10》 : '9.9 Live BeatCube (온스테이지 Ver.)' (작곡,편곡) (네이버문화재단)

#### 편곡, 리믹스
- 2005년 6월 28일 아스트로 비츠 2집 《Astro bits》 : '하트 (remix)' (편곡) (지니뮤직)
- 2006년 9월 29일 동방신기 3집  《"O"-正.反.合.》 : '이제 막 시작된 이야기' (윤상과 공동편곡) (SM 엔터테인먼트)
- 2006년 11월 3일 천상지희 더 그레이스 《열정 (My Everything)》 : 'The Final Sentence' (신스 프로그래밍) (SM 엔터테인먼트)
- 2007년 4월 10일 윤건 3집 《My Romantic Occasion》 : 'Play The Game' (윤건과 공동편곡) (조이웍스)
- 2007년 11월 23일 보아 《M》 OST : '안개' (윤상과 공동편곡) (주식회사 악어뮤직)
- 2008년 12월 5일 윤상 《Song Book: Play With Him》 : '이별 없던 세상 (김형중+haihm)' (보컬,편곡) (ode)
- 2009년 7월 20일 브라운 아이드 걸스 3집 《Sound G.》 : 'Haihm Translates Second (Haihm Rebuild)' (엠넷 미디어)
- 2011년 11월 29일 아이유 2집 《Last Fantasy》 : '잠자는 숲 속의 왕자 (Feat. 윤상)' (편곡) (로엔)
- 2012년 4월 20일 써니힐 싱글 《백마는 오고 있는가》 : '베짱이 찬가 (Haihm Remix)' (카카오엔터테인먼트)

#### 피쳐링
- 2009년 2월 3일 모텟 1집 《Mo:Tet》 : 'When Empty Is Full (feat. Haihm) ', 'Twenty Twelve (feat. Haihm)' (SM 엔터테인먼트)
- 2009년 3월 10일 M.I.B 2집 《The Maginot Line》 : '담배를 입에 물기 전에 Feat. haihm' (정글 엔터테인먼트, CJ E&M)